# يلماز طنتش
يلماز طُنْتش (بالتركية: Yılmaz Tunç)‏, (ولد: 1 فبراير 1971، أولوس في بارتين، تركيا) محامي وسياسي تركي يشغل منصب وزير العدل التركي منذ 3 يونيو 2023. ونائب سابق في البرلمان التركي لأكثر من دورة ممثلا عن حزب العدالة والتنمية التركي.